# Urbaneč (železniční zastávka)
Urbaneč (německy Urbantsch) je železniční zastávka, která se nachází ve vesnici Urbaneč v okrese Jindřichův Hradec v Jihočeském kraji. Zastávka leží na jednokolejné železniční trati Kostelec u Jihlavy – Slavonice).

## Přeprava
Na zastávce zastavují pravidelně pouze osobní a spěšné vlaky, které provozují České dráhy, které na tyto vlaky nasazují motorové vozy RegioSpider. Na zastávce se nachází přístřešek pro cestující. Zastávka se nachází v integrovaném dopravním systému VDV.

## Přístupnost
Přístup na nástupiště není bezbariérový.